# 히타키촌
히타키촌(日滝村)은 나가노현 가미타카이군에 설치되었던 촌이다. 현재의 스자카시에 해당한다.